# Stanisław Majewski (dziennikarz)

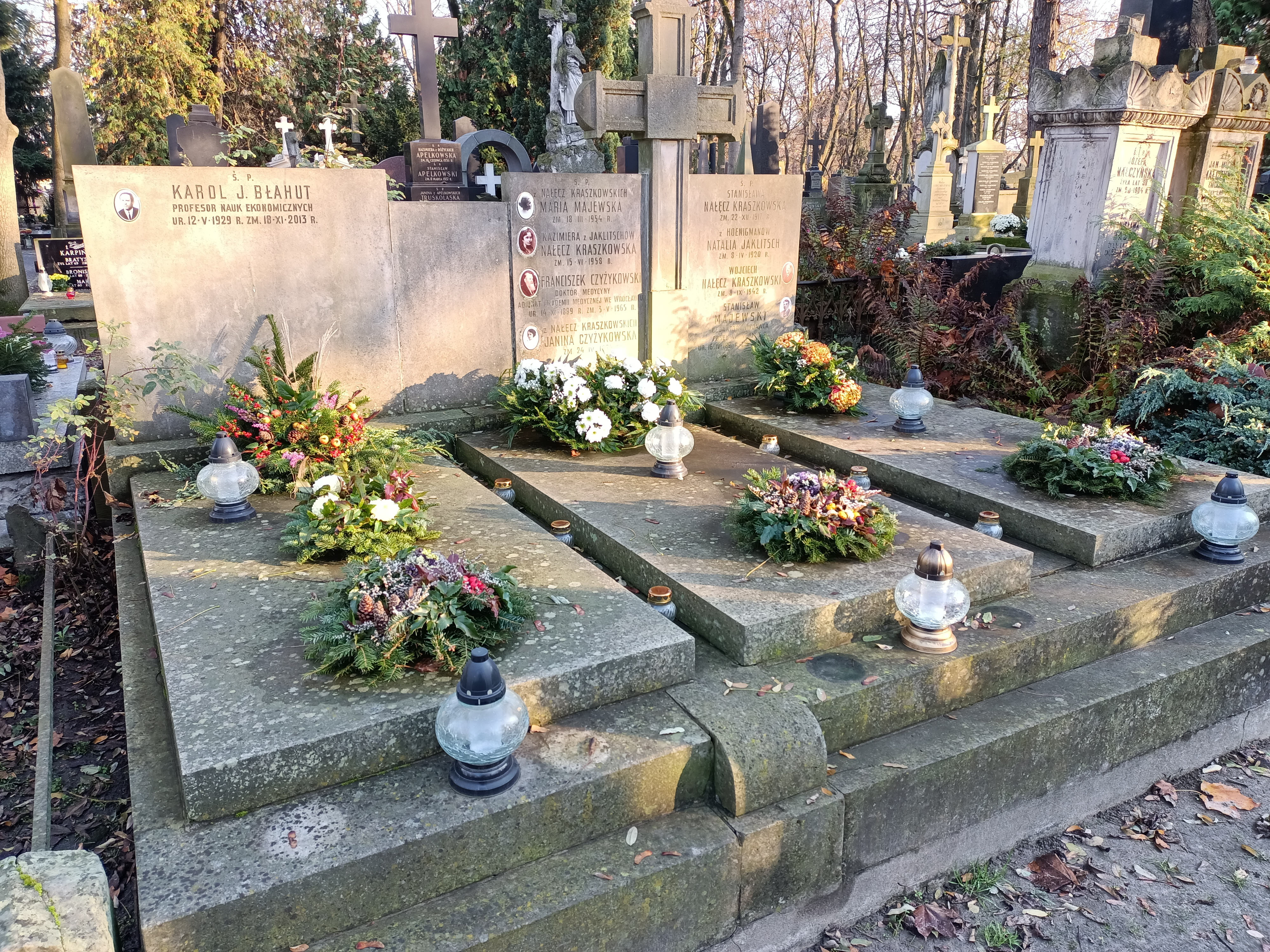
Grób Stanisława Majewskiego na cmentarzu Powązkowskim

Stanisław Majewski, ps. „J. Żegota” (ur. 16 kwietnia 1891 w Grzegorzewie w powiecie kolskim, zm. 25 października 1961 w Warszawie) – polski dziennikarz, poseł na Sejm I kadencji w II RP z ramienia Związku Ludowo-Narodowego.

## Życiorys
W 1905 uczestniczył w strajku szkolnym. Trzykrotnie był więziony przez władze rosyjskie za tajną działalność oświatową. Ukończył Miejską Szkołę Handlową w Radomiu. Studiował na Wydziale Budowy Maszyn Politechniki Lwowskiej oraz na Wydziale Filozoficznym Uniwersytetu Lwowskiego. Należał do Związku Młodzieży Polskiej „Zet” i Organizacja Młodzieży Niepodległościowej „Zarzewie”. Założył i redagował pismo „Zarzewie”. W latach 1911–1914 był reporterem „Kuriera Lwowskiego”. Służył w Polskich Drużynach Strzeleckich i I Brygadzie Legionów Polskich. Po powrocie z internowania wstąpił do Ligi Narodowej. W 1918 był sekretarzem redakcji „Gazety Radomskiej” i zastępcą redaktora naczelnego „Głosu Lubelskiego”. Od 1919 pracował w „Gazecie Warszawskiej” jako sprawozdawca sejmowy i kierownik sekretariatu.
Od 1926 był redaktorem „ABC”. Od 1928 był redaktorem naczelnym „Wieczoru Warszawskiego”, w latach 1935–1939 – „Gońca Warszawskiego”. Został wybrany do Sejmu Rzeczypospolitej Polskiej I kadencji (1922–1927) z listy Chrześcijańskiego Związku Jedności Narodowej w okręgu nr 15 (Konin). Zasiadał w komisjach: budżetowej, komunikacyjnej, konstytucyjnej oraz regulaminowej i nietykalności poselskiej. Należał do klubu parlamentarnego Związku Ludowo-Narodowego. W czasie II wojny światowej przebywał na terenach przyłączonych do ZSRR, a po 1940 w Warszawie. Po wojnie pracował jako dziennikarz w „Kurierze Codziennym” i „Życiu Warszawy”.
Jest pochowany na cmentarzu Powązkowskim (kwatera 37-2-2/3/4).